# James Barry (peintre)
Pour les articles homonymes, voir Barry et James Barry.
James Barry, né le 11 octobre 1741 à Cork (royaume d'Irlande) et mort le 22 février 1806 à Londres (Grande-Bretagne), est un peintre et graveur britannique.
D'une forte personnalité qui lui valut d'être marginalisé, il est l'une des premières figures du romantisme et du courant néoclassique britanniques, et exerça une grande influence sur William Blake.

## Biographie
James Barry est né sur Water Lane au nord de Cork le 11 octobre 1741. Son père travaille dans les matériaux de construction et le négoce en tant qu'avitailleur (victualler, « fournisseur de navires »), voyageant régulièrement entre l'Irlande et l'Angleterre. Tout jeune, James accompagne souvent son père, qui, bientôt, se décide à le laisser étudier le dessin et l'art. L'un de ses premiers professeurs est John Butts, un artiste local. Durant ses études à Cork, James est vu comme un prodige. Dès l'âge de 17 ans, il est capable de produire des huiles sur toile ; à l'âge de 22 ans, il expose à Dublin de grands formats peints, dont certains décorent déjà la maison paternelle, inspirés de scènes mythologiques (Énée et sa famille fuyant Troie en flammes ; Suzanne et les vieillards, Daniel dans la fosse aux lions, etc.).
En 1763, justement à Dublin, il croise Edmund Burke, qui le pousse à venir s'installer à Londres et lui offre un Grand Tour, c'est-à-dire la possibilité de voyager en France — il est à Paris en 1765 — puis en Italie : Barry passa, entre 1766 et 1771, la plupart de son temps à Rome. Le jeune peintre resta profondément marqué par les maîtres de la Renaissance. Il en revient déterminé à produire des compositions ambitieuses, d'une grande portée morale.
Revenu à Londres, il affronte un milieu qui n'affectionne que le portrait et bien peu de monde pour commissionner des travaux de peintures d'histoire. Barry ne change rien à son programme, et rejoint en cela les préceptes de Joshua Reynolds, défenseur de la grande maniera dans la lignée d'un Nicolas Poussin ; il expose à la Royal Academy à partir de 1771.
Soutenu par Reynolds, il est élu le 9 février 1773 membre de la Royal Academy. En 1775, il publie An Inquiry into the real and imaginary Obstruction to the Acquisition of the Arts in England, une réponse polémique à Johann Joachim Winckelmann qui lui avait affirmé lors de son séjour romain que les Anglais sont incapables de produire de puissantes peintures allégoriques confinant au génie.
En 1776, il envoie pour la dernière fois une toile à l'Académie, son Portrait du général Wolfe étant rejeté par la critique, le peintre décide de bouder l'institution. De 1777 à 1793, il entreprend, grâce à l'appui de Valentine Green, six grandes toiles destinées à la salle principale de la Royal Society of Arts, un cycle intitulé The Progress of Human Knowledge and Culture, vaste suite allégorique inspirée de la Grèce antique. L'exposition des toiles est ouverte au public à partir de 1783. Barry produit lui-même les traductions en gravures de ses grandes toiles et les vend aux visiteurs accompagnées d'une notice explicative. Le produit des ventes lui rapporta plus de £ 300.
En 1782, il est nommé professeur à la Royal Academy mais, peu après, entre en conflit avec son ancien protecteur, Reynolds. En effet, ses cours deviennent le lieu de conférences enfiévrées, à connotations de plus en plus politiques. Après trois avertissements, Barry est finalement exclu de la Royal Academy le 15 avril 1799, entre autres à cause de l'enthousiasme avec lequel il avait accueilli la Révolution française, mais en réalité, le conflit était plus ancien, et prenait racine dans les conceptions mêmes de ce qu'était la peinture pour Barry, vision en totale opposition avec l'enseignement prodigué au sein de l'Académie.
En mai 1805, la Royal Society of Arts et l'industriel Robert Peel (1750-1830) lui accordent une pension de £ 1 000 répartie en dix annuités, le peintre n'ayant plus aucun revenu.
Avant d'avoir touché le moindre penny, Barry meurt le 22 février 1806 ; grâce à l'intervention de Peel, son corps est exposé dans la grande salle de la Royal Society of Arts, puis est inhumé à la cathédrale Saint-Paul de Londres, à côté des tombeaux de Christopher Wren et Joshua Reynolds.

## Œuvre
La grande exposition de 1983 à la Tate Gallery, « James Barry: The Artist as Hero », permit de redécouvrir l'ensemble de son travail, d'en mesurer l'amplitude et l'importance, et de le réévaluer,. 
Outre des peintures, Barry a produit des eaux fortes d'après ses propres dessins, inspirés de figures mythologiques ou religieuses, ainsi que le programme illustré de vignettes pour le récital londonien du compositeur français Philidor.
- The Progress of Human Knowledge and Culture (1777-1801), six toiles de grands formats divers, Londres, Royal Society of Arts :

1. Orpheus, 360 × 462 cm
2. A Grecian Harvest Home, Or Thanksgiving To The Rural Deities, Ceres, Bacchus, 360 × 462 cm ;
3. Crowning the Victors at Olympia, constituant un triptyque, 360 × 1 308 cm ;
4. Commerce, or the Triumph of the Thames , 360 × 162 cm, figurant le musicien Charles Burney ;
5. The Distribution of Premiums in the Society of Arts, 360 × 462 cm ;
6. Elysium, or the State of Final Retribution, 360 × 1 308 cm.

- Barry a laissé de nombreux autoportraits ;
  - Autoportrait, vers 1777, huile sur toile, 42 × 34 cm, Victoria and Albert Museum, Londres[8].
- Mort du général Wolfe, 1766
- L'Éducation d'Achille (vers 1772)
- Couronnement de vainqueurs à Olympie (autour de 1777-1784)
- Le Roi Lear pleurant sur le cadavre de Cordelia (1786-1788), série destinée à la Boydell Shakespeare Gallery, huile sur toile, 269 × 367 cm, Tate Britain, Londres[9]
- Jupiter et Junon (1790-1799)
- Vénus
- Philoctète

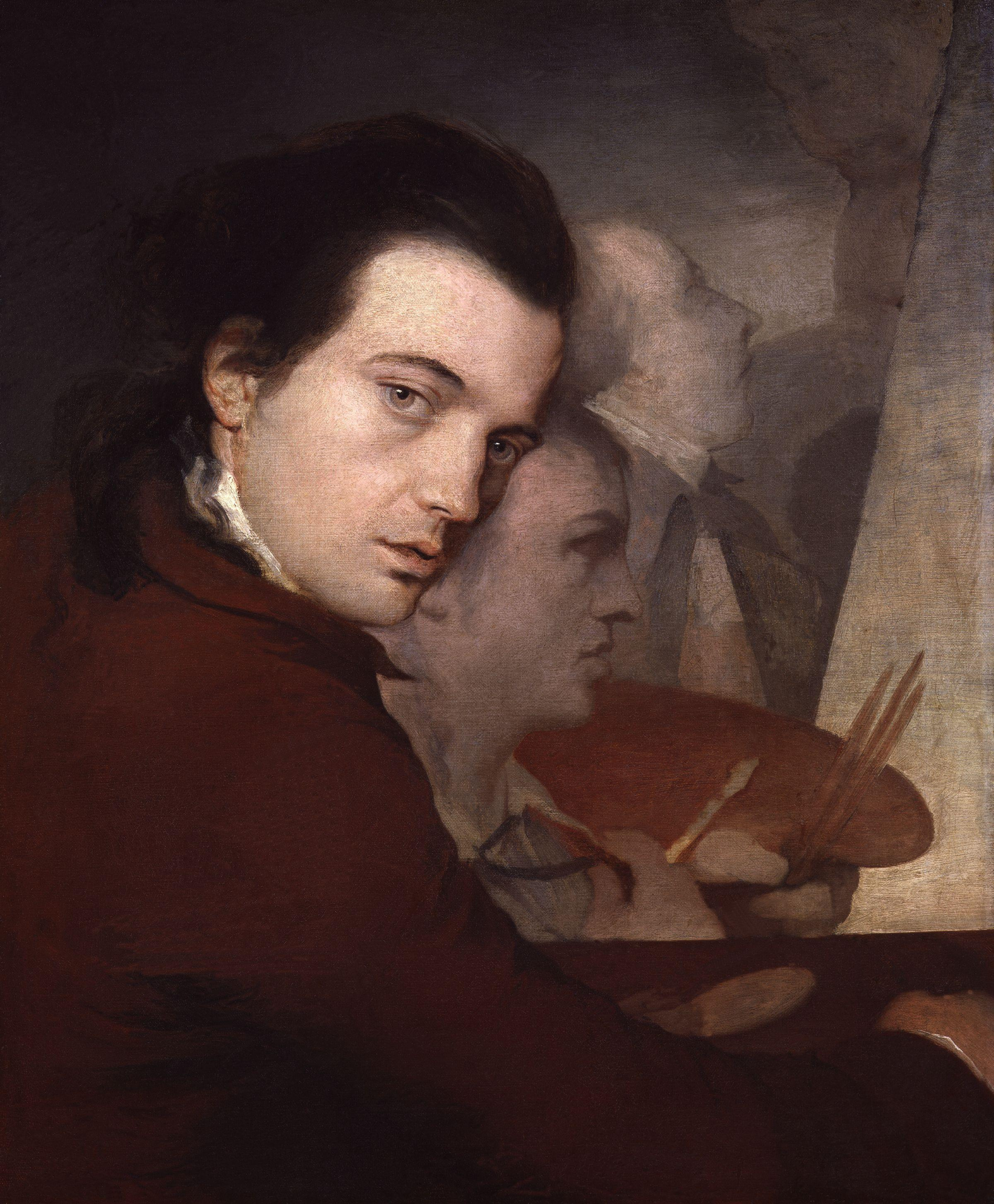
Autoportrait (inachevé, Rome, 1767) figurant Dominique Lefèvre et le sculpteur James Paine the Younger, Londres, National Portrait Gallery
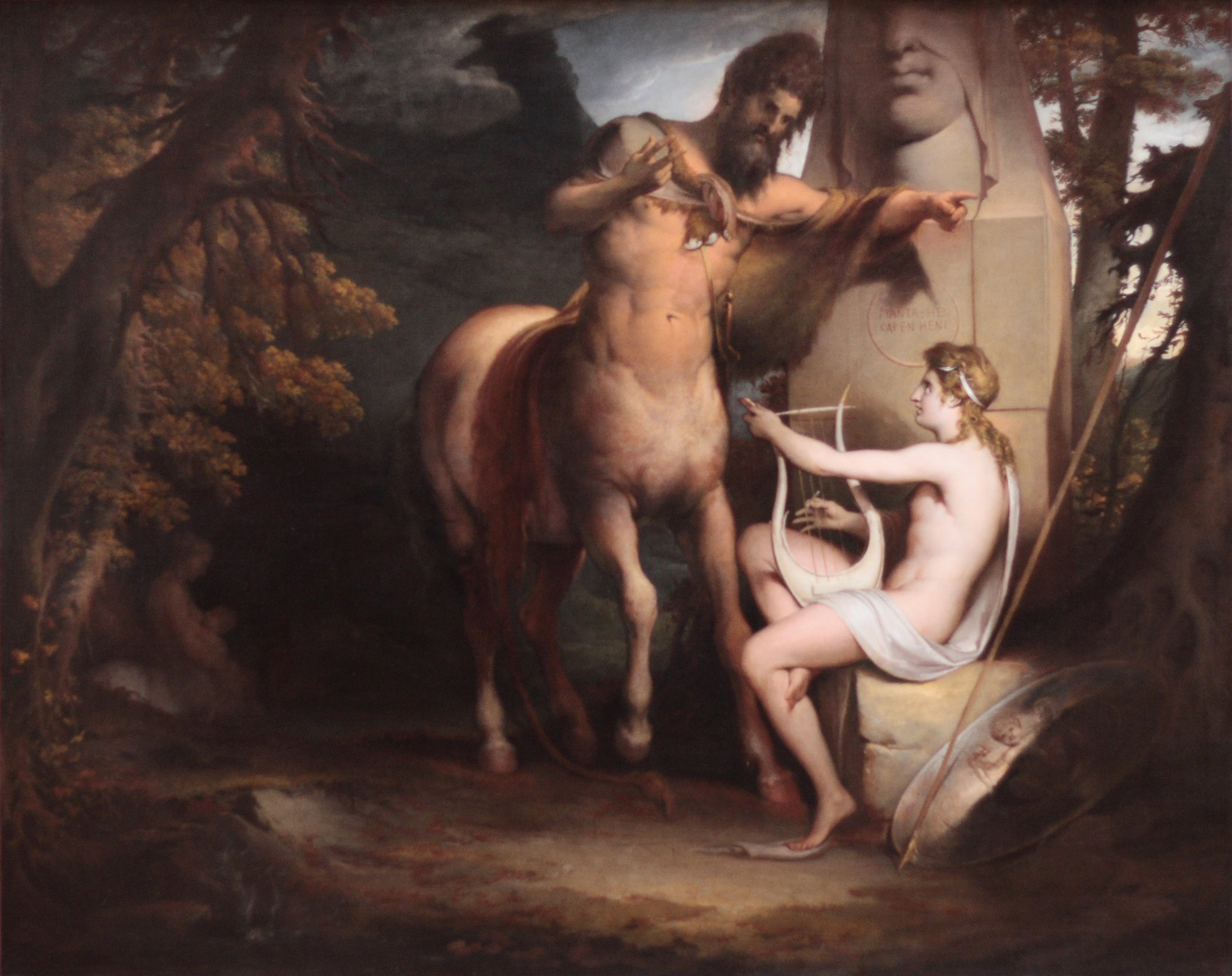
L'Éducation d'Achille (vers 1772) Centre d'art britannique de Yale, New Haven, Connecticut
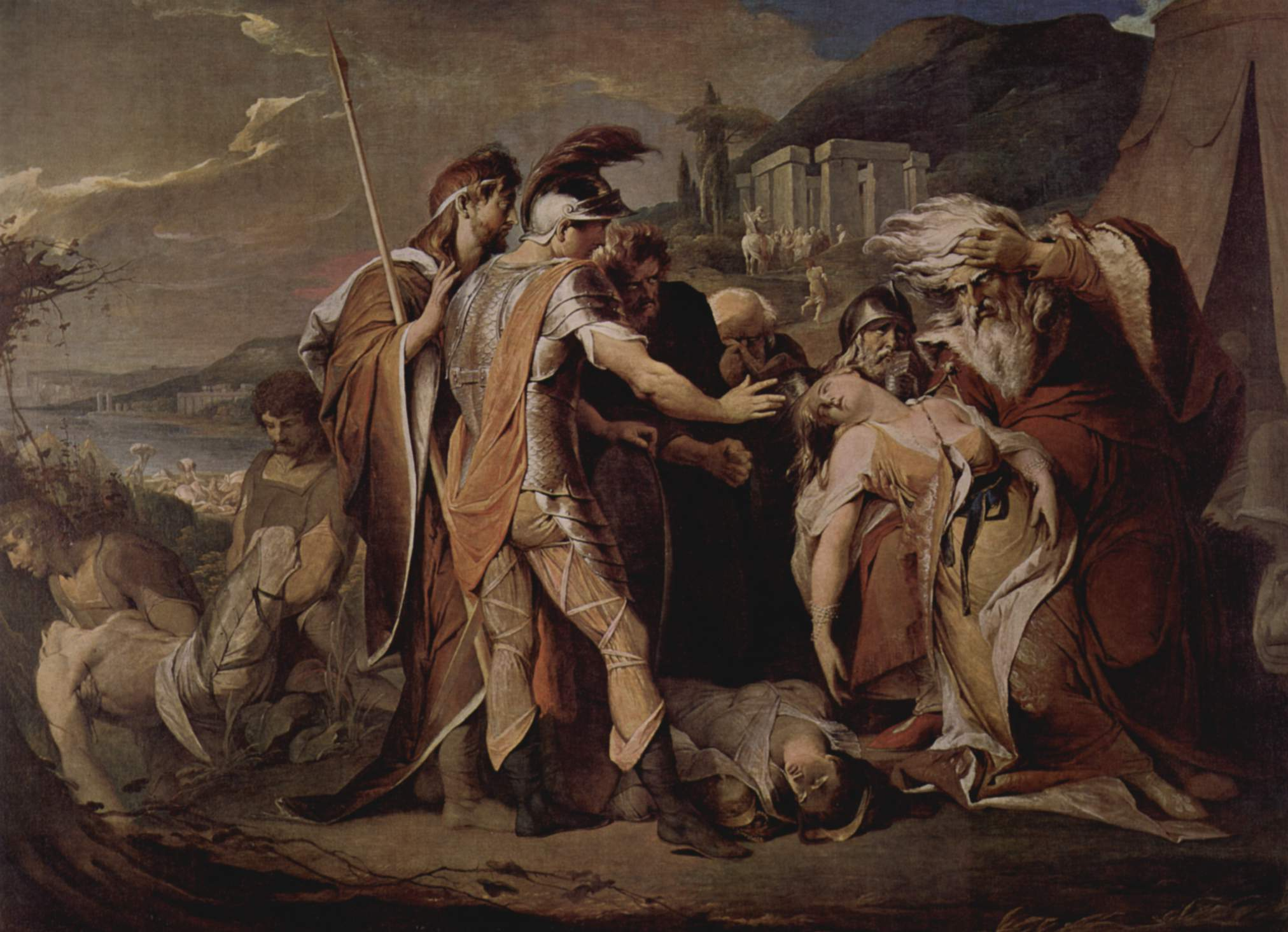
Le roi Lear pleure Cordelia (1786-1788) Tate Gallery, Londres
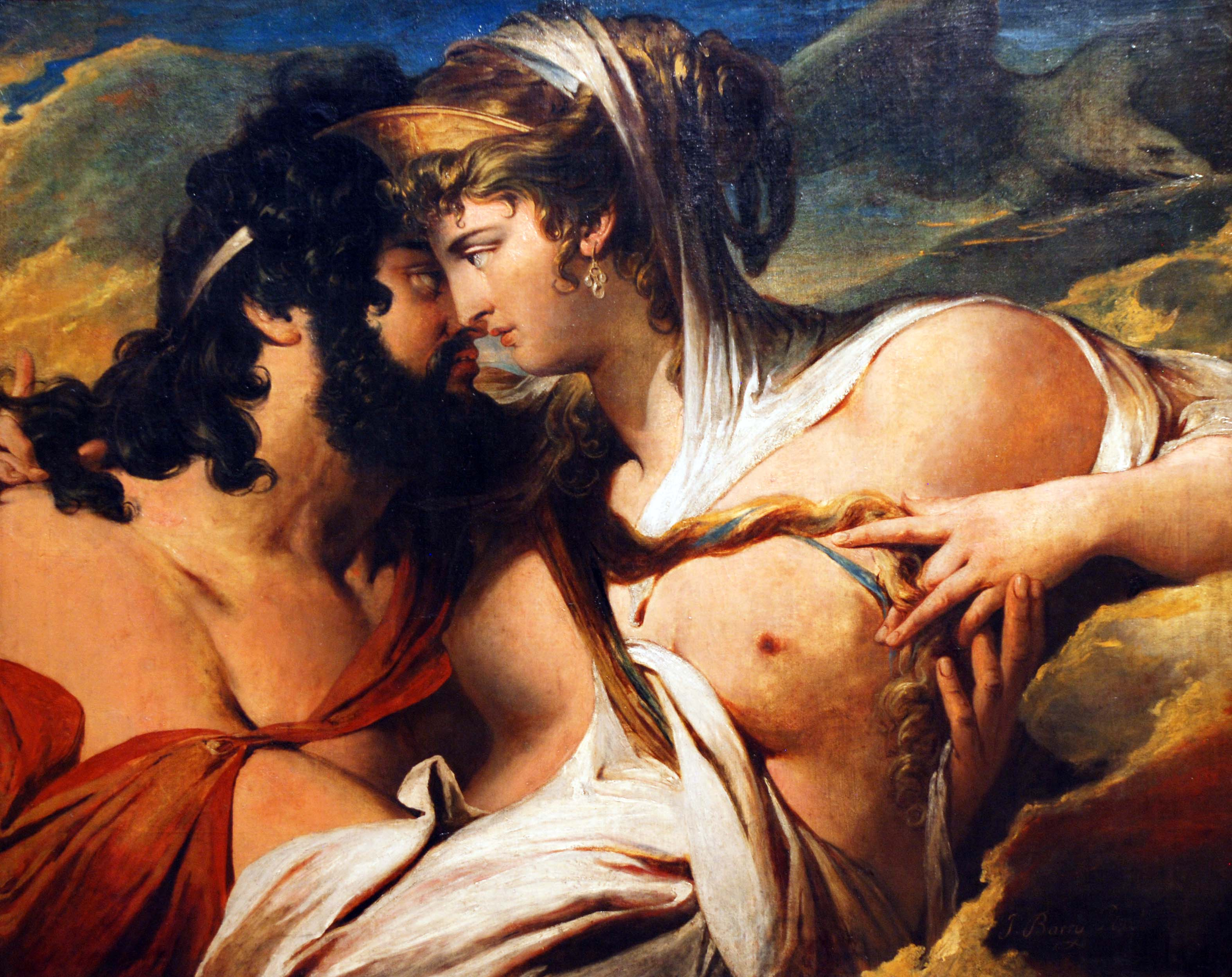
Jupiter et Junon (1790-1799), Sheffield City Museum, Yorkshire du Sud